# Coppa del Portogallo 1990-1991 (hockey su pista)
La Coppa del Portogallo 1990-1991 è stata la 18ª edizione della principale coppa nazionale portoghese di hockey su pista. La competizione ha avuto luogo dal 1º novembre 1990 al 1º giugno 1991. Il trofeo è stato conquistato dallo Benfica per la settima volta nella sua storia superando in finale il Turquel.

## Risultati

### Ottavi di finale
| Squadra 1     | Risultato | Squadra 2      |
| ------------- | --------- | -------------- |
| Carvalhos     | 15 - 7    | Belenenses     |
| Parede        | 3 - 4     | Sporting Tomar |
| Paço de Arcos | 5 - 7     | Sanjoanense    |
| Académica     | 3 - 4     | Marinhense     |
| Fisica        | 4 - 3     | Valongo        |
| Turquel       | 6 - 4     | Santa Cita     |
| Porto         | 5 - 2     | Barcelos       |
| Benfica       | 22 - 1    | Sintra         |

### Quarti di finale
| Squadra 1      | Risultato | Squadra 2   |
| -------------- | --------- | ----------- |
| Sporting Tomar | 3 - 9     | Sanjoanense |
| Marinhense     | 2 - 6     | Turquel     |
| Fisica         | 3 - 8     | Porto       |
| Carvalhos      | 3 - 13    | Benfica     |

### Semifinali
| Squadra 1   | Risultato       | Squadra 2 |
| ----------- | --------------- | --------- |
| Turquel     | 4 - 4 (2-1 dtr) | Porto     |
| Sanjoanense | 4 - 6           | Benfica   |

### Finale
| Carregal do Sal 1º giugno 1991 | Benfica | 3 – 1 | Turquel | Pavilhão Municipal |